# Noonops minutus
Espèce
Noonops minutus est une espèce d'araignées aranéomorphes de la famille des Oonopidae.

## Distribution
Cette espèce est endémique du Morelos au Mexique,.

## Description
Le mâle holotype mesure 0,84 mm et la femelle paratype 1,06 mm.

## Étymologie
Cette espèce est nommée en référence à sa petite taille.

## Publication originale
- Platnick & Berniker, 2013 : The soft-bodied goblin spiders of the new genus Noonops (Araneae, Oonopidae). American Museum Novitates, no 3776, p. 1-48 (texte intégral).